# Melanolophia signitaria
Melanolophia signitaria är en fjärilsart som beskrevs av Walker 1860. Melanolophia signitaria ingår i släktet Melanolophia och familjen mätare. Inga underarter finns listade i Catalogue of Life.